# رايموندو كارديناس
رايموندو كارديناس (بالإسبانية: Raymundo Cárdenas)‏ هو سياسي مكسيكي، ولد في 3 فبراير 1950 في المكسيك. حزبياً، نشط في حزب الثورة الديمقراطية. وقد انتخب عضو مجلس الشيوخ من المكسيك وانتخب عضو مجلس النواب المكسيك.